# 三重野瞳
三重野 瞳（みえの ひとみ、1977年12月21日 - ）は、日本の女性歌手、作詞家、ラジオパーソナリティ、放送作家、脚本家。
脚本家・放送作家としての活動の際は赤尾 でこ（あかお でこ）名義が使われる。
福岡県出身。フォーチュレスト 所属。
所属レコード会社はJVCエンタテインメント（ビクターエンタテインメント）、一部作品はジェネオン・ユニバーサル・エンターテイメント。

## 人物・経歴
13歳のときに参加した魔神英雄伝ワタルカラオケ大会にて井内監督賞を受賞したことがきっかけとなり歌手デビュー。デビュー曲は「瞳にDiamond」。アイドル系声優と共通する活動領域に身を置いていることからしばしば「声優」と間違えられる。
2010年12月21日に自身のブログで結婚を発表した。2011年5月25日ブログにて第一子男子出産を報告した。現在は一男と双子の二女の母親。近年は脚本家、アニメーションシリーズ構成という、裏方側での活動が多い。
別名義の「赤尾でこ」は脚本家としての師匠であるあかほりさとる（赤堀 悟）の名字の一文字を引用している。これまでペンネームの由来についてはしばしば「おでこ（額）が赤かったから」と語られてきたが、出演したラジオ番組「上坂すみれの文化部は夜歩く」にてその由来を否定した。

## ディスコグラフィ

### シングル
| 枚   | 発売日         | タイトル                                                                                               | 規格品番   | 最高位 |
| ---- | -------------- | --- | ---------- | ------ |
| 1st  | 1994年6月22日  | 瞳にDiamond／風の翼                                                                                    | VIDL-177   | 94位   |
| 2nd  | 1994年10月21日 | Run ～今日が変わるMagic～／終わらない季節(なつ)                                                        | VIDL-184   | 56位   |
| 3rd  | 1994年12月16日 | 未知への扉／Oasis                                                                                      | VIDL-10581 | 78位   |
| 4th  | 1994年12月16日 | Wonderful Bravo!／どしゃぶりの天使                                                                     | VIDL-10646 | 圏外   |
| 5th  | 1995年7月21日  | はじまりの冒険者たち ～光の地図～／遙かな祈り                                                          | VIDL-10673 | 圏外   |
| 6th  | 1995年10月21日 | Dollたちの独立記念日／夢にstay                                                                         | VIDL-10708 | 圏外   |
| 7th  | 1996年11月21日 | Future／Pitch                                                                                          | VIDL-10827 | 圏外   |
| 8th  | 1996年11月21日 | 風のシンフォニー／ミッドナイトサーファー                                                               | VIDL-30002 | 圏外   |
| 9th  | 1997年11月6日  | ひとつのハートで／僕のあの娘                                                                           | VIDL-30074 | 55位   |
| 10th | 1997年11月6日  | BOYS BE AMBITIOUS／Hi-Dee-Kiss-ssik                                                                    | VIDL-30075 | 61位   |
| 11th | 1998年4月22日  | POWER OF DREAM／泣きたいだけ泣けばいい                                                                 | VIDL-30215 | 圏外   |
| 12th | 1998年4月22日  | がんばって／黄色い自転車                                                                               | VIDL-30216 | 圏外   |
| 13th | 1998年7月23日  | 瞳 Fall in Love／花火                                                                                  | VIDL-30159 | 圏外   |
| 14th | 1999年5月21日  | ガリレオの夜 ／ヤッホー!(Live Version)／瞳 Fall in Love(Live Version)                                  | VIDL-30427 | 圏外   |
| 15th | 2001年4月21日  | ゆっくり／みつあみ                                                                                     | VICL-35251 | 圏外   |
| 16th | 2001年7月25日  | Dearest／紙飛行機                                                                                      | VICL-35272 | 圏外   |
| 17th | 2014年8月27日  | 瞳でEle-phant!／a･chi-a･chiアドベンチャー ／瞳 Fall in Love (20周年記念バージョン)／Radio Talk SPECIAL | VTCL-35191 | 圏外   |

#### 三重野瞳 with 影山ヒロノブ
| 枚  | 発売日         | タイトル   | 規格品番   | 備考                     |
| --- | -------------- | ---------- | ---------- | ------------------------ |
| 1st | 2000年10月21日 | W-infinity | VIDL-30510 | c/wはRENの｢FINAL ATTACK｣ |

### アルバム

#### オリジナルアルバム
| 枚  | 発売日         | タイトル                         | 規格品番                                   | 最高位 |
| --- | -------------- | -------------------------------- | ------------------------------------------ | ------ |
| 1st | 1995年5月3日   | Ki･Ra･Ri Pi･Ka･Ri                | VICL-652                                   | 37位   |
| 2nd | 1995年12月16日 | All Weather Girl                 | VICL-696                                   | 95位   |
| 3rd | 1997年12月17日 | ドラムカンサラダ                 | VICL-60154                                 | 圏外   |
| 4th | 1998年8月21日  | ベリー☆ロール                    | VICL-60267                                 | 圏外   |
| 5th | 1999年7月23日  | 23.4                             | VIZL-40（初回限定盤） VICL-60396（通常盤） | 圏外   |
| 6th | 2000年8月23日  | 最高最強のうそつきになってやる。 | VICL-60595                                 | 圏外   |
| 7th | 2001年9月21日  | Baby Leaf                        | VICL-60776                                 | 圏外   |
| 8th | 2007年12月19日 | 2930 〜にくみそ〜                | GNCA-7108                                  | 圏外   |

#### ベストアルバム
| 枚  | 発売日        | タイトル                             | 規格品番                                      |
| --- | ------------- | ------------------------------------ | --------------------------------------------- |
| 1st | 1999年3月20日 | 真空パック 〜シングル･コレクション〜 | VICL-60353                                    |
| 2nd | 2003年10月8日 | 10歳                                 | VIZL-83（初回限定盤） VICL-61201〜2（通常盤） |
| 3rd | 2014年8月27日 | 20歳                                 | 配信限定                                      |

### カラオケ
- 『覇王大系リューナイト オフヴォーカル･コレクション』（1995年6月7日発売：VICL-5272）
  - リューナイトコレクション ｢瞳にDiamond／風の翼／Run ～今日が変わるMagic～／終わらない季節(なつ)｣収録
  - 三重野瞳コレクション ｢That's the way I want／太陽がいっぱい／私でいたい／硝子の月／特別なSummer days／金ピカの孤独｣収録

### 参加作品
- 『迷い猫オーバーラン! ミュージックCD 2』（2010年8月27日発売）
  - 奏でて星歌　作詞：三重野瞳、作曲・編曲：高木隆次
  - テレビアニメ『迷い猫オーバーラン!』第7話エンディングテーマ

### Video
| 枚  | 発売日        | タイトル                | 規格品番          |
| --- | ------------- | ----------------------- | ----------------- |
| 1st | 1999年6月23日 | 真空パック ～姫･捕獲!～ | VIVL-236（VHS）   |
| 2nd | 2001年9月27日 | ちょっとうごくにょっき  | TKVU-62878（VHS） |

## 書籍

### 単行本
- 三重野本（主婦の友社、1999年7月）ISBN 978-4-07-226520-8

### 漫画
- ねこだもん。（主婦の友社『声優グランプリ』連載）2005年に同名のラジオ番組も放送。

## タイアップ
| 楽曲                            | タイアップ                                                                            |
| ------------------------------- | ------------------------------------------------------------------------------------- |
| 瞳にDiamond                     | テレビアニメ『覇王大系リューナイト』前期エンディングテーマ                            |
| 風の翼                          | OVA『覇王大系リューナイト アデュー･レジェンド』オープニングテーマ                     |
| Run -今日が変わるMagic-         | テレビアニメ『覇王大系リューナイト』後期オープニングテーマ                            |
| 終わらない季節                  | テレビアニメ『覇王大系リューナイト』後期エンディングテーマ                            |
| 未知への扉                      | ラジオドラマ『聖刻覇伝 ラシュオーンの嵐』オープニングテーマ                           |
| Oasis                           | ラジオドラマ『聖刻覇伝 ラシュオーンの嵐』エンディング主題歌                           |
| Wonderful Bravo!                | ラジオドラマ『ゴクドーくん漫遊記外伝2 JAJA姫武遊伝』オープニングテーマ                |
| はじまりの冒険者たち -光の地図- | 劇場版アニメ『はじまりの冒険者たち レジェンド・オブ・クリスタニア』エンディング主題歌 |
| 遥かな祈り                      | 劇場版アニメ『はじまりの冒険者たち レジェンド・オブ・クリスタニア』オープニングテーマ |
| Dollたちの独立記念日            | ラジオドラマ『覇王大系リューナイト』オープニングテーマ                                |
| 夢にStay                        | ラジオドラマ『覇王大系リューナイト』エンディングテーマ                                |
| Future                          | ラジオドラマ『魔神英雄伝ワタル外伝 ピュア ピュア ヒミコ』オープニングテーマ           |
| ひとつのハートで                | テレビアニメ『超魔神英雄伝ワタル』前期オープニングテーマ                              |
| BOYS BE AMBITIOUS               | テレビアニメ『超魔神英雄伝ワタル』前期エンディングテーマ                              |
| POWER OF DREAM                  | テレビアニメ『超魔神英雄伝ワタル』後期オープニングテーマ                              |
| がんばって                      | テレビアニメ『超魔神英雄伝ワタル』後期エンディングテーマ                              |
| 瞳 Fall in Love                 | テレビ東京『渋谷でチュッ!』5代目オープニングテーマ                                    |
| ゆっくり                        | テレビアニメ『だぁ! だぁ! だぁ!』後期エンディングテーマ                               |
| Dearest                         | テレビアニメ『あぃまぃみぃ!ストロベリー・エッグ』オープニングテーマ                   |
| 奏でて星歌                      | テレビアニメ『迷い猫オーバーラン!』第7話エンディングテーマ                            |

## 歌詞提供
- いっせいともか「いつも」
- 伊藤実華「Just」
- 今井麻美「深蒼」
- 今井麻美&たかはし智秋「Lady☆Cake」
- 岩田光央&鈴村健一「Hi-route」など
- 柿島伸次「MEMORY」「Growing up!!」
- 門脇舞以&沢城みゆき「ふれふれっぽんぽん!」
- 神谷浩史「idea（イデア）」「elephant」
- 沢城みゆき「タイトルなんて自分で考えなさいな」
- C-DRIVE「Brand-New Marmaid」
- JAM Project「NOTE」「水に映る月 -my heart-」「DAYS -僕らの未来-」
- SeYUN「Everlasting Love」
- 新谷良子「いたげる。」 「HONEY TEE PARTY! 」
- 諏訪部順一「Eden of necessity」
- 芹澤優&若井友希&森嶋優花「チョコッティこちょハート」
- 高橋美佳子「願いのとき」
- 田中理恵「Breathe」
- 千葉紗子&西村ちなみ「パズルな関係 -アキドラ・サンバ-」
- 辻本祥子「shift」
- 豊口めぐみ「First Love」
- 野川さくら「正しい恋愛」「もっっと!」「きみあけ」
- 能登麻美子「かりぬい」
- 葉菜「Shell」「half pain」
- 氷上恭子「サバト」
- 福山芳樹「ワクガイ!!」「GO! グランブレイバー!」
- FAガールズ「FULLSCRATCH LOVE」
- 水野愛日「あいにいくからね」
- 宮野真守「Soup」「箱空」
- 森田成一「Pale repetition」
- Ray「I'm MONSTERちゃん」
- わーすた「GOGO!プリパライフ」「ハロハロフレンズ」

## 出演

### アニメ
- あかほり外道アワーらぶげ（にゃ重野瞳）
- GEAR戦士電童（エリスのママ）
- えとたま（アナウンス）

### ゲーム
- 胸騒ぎの予感 八神ひろきのGame-Taste（花咲夢緒）
- BSドラゴンクエスト

### テレビ
- まひまひパンチ
- 激☆店
- もう我慢できない!（石川光代）
- Dream Factory（三重野瞳アイドル発掘プロジェクト）

### ラジオ
- LUNA SEA真矢のG1 Grouper → DEEPER STREET 水曜日 - 初代アシスタント担当
- 電童's WAVE～三重野瞳のGEAR情報部（文化放送 2001年1月3日 - 2001年3月28日、水曜日25:30 - 26:00）
- 三重野瞳の電撃アワー 極道くん漫遊記外伝
  - 電撃うさぎアワー -極道くん漫遊記外伝2-
- 聖刻覇伝 ラシュオーンの嵐
- ミエノのタタキ!ヒトミ添え
  - ミエノのタタキ！ヒトミ添えおかわり
  - ミエノのタタキ！ヒトミ添えおかわり∞
- VIRTUAL ADVENTURE
  - VIRTUAL ADVENTURE EAST -三重野瞳・ホントは悪い子-
  - VIRTUAL ADVENTURE WEST
- 梨香と瞳の放課後の王様
- 瞳と光央の爆発ラジオ
- 愛河里花子の生臭さラジオ
- 覇王大系リューナイト
- アルシェ通り3番地（文化放送）
- 平松・三重野のミラクル山脈
  - 平松・三重野のミラクル山脈II
- MBSオレたちもっとやってま〜す 月曜日 -Part1-
- SWEET BEAT EMOTION[9]
- 三重野瞳の食う寝るしゃべる!
- We are 宇宙兄弟
  - 宇宙兄弟#0[10]
- 駒形友梨・三重野瞳の音楽きこうよ。

など

### ドラマCD
- 覇王大系リューナイト CDシネマ2「カイオリスへの旅立ち」第2章（くノ一A）

## 番組構成
- 1314 V-STATION FRIDAY SPECIAL V-Kingdom
- Radio School Days
- あいまいなオカピ
- エンジェルLOVE
- 外道乙女隊放送局
- 麻衣&愛の電撃G'sラジオ ストロベリー・パニック!〜お姉様といちご♥そうどう〜
- らぶフェロの頑張りましょう儲けましょう
- アリカ&ニナの乙女ちっくレディオ＆TV
- 佳奈・由衣・ゆかりのかしましらじお
- 小島幸子と小林ゆうの日本橋天女放送局
- 香菜とあゆみのまよらじ
- ラヂオ天元突破グレンラガン
- アーヴァル情報局 成瀬・白石のすまいるらじお
- とある“ラジオ”の超電磁砲
- 麻衣と茉莉也のらじ×ばと!
- Sweet Divaの世界でいちばん強いラジオになりたい！

## 脚本
2005年
- らいむいろ流奇譚X CROSS 〜恋、教ヘテクダサイ。〜
- あかほり外道アワーらぶげ
- はっぴぃセブン 〜ざ・テレビまんが〜

2006年
- LEMON ANGEL PROJECT
- シムーン ドラマCD

2007年
- Yes!プリキュア5
- 素敵探偵ラビリンス

2008年
- Yes!プリキュア5GoGo!
- 地獄少女 三鼎

2009年
- フレッシュプリキュア!
- 夏のあらし!
  - 夏のあらし! 〜春夏冬中〜

- アスラクライン
  - アスラクライン2（シリーズ構成）

- ヤッターマン
- 極上!!めちゃモテ委員長
- マクロスF ドラマCD 娘ドラ◎

2010年
- 極上!!めちゃモテ委員長 セカンドコレクション
- 荒川アンダー ザ ブリッジ（シリーズ構成）
  - 荒川アンダー ザ ブリッジ×ブリッジ（シリーズ構成）

- 爆丸バトルブローラーズ ニューヴェストロイア

2011年
- 爆丸バトルブローラーズ ガンダリアンインベーダーズ
- アスタロッテのおもちゃ!（シリーズ構成）
- プリティーリズム・オーロラドリーム（シリーズ構成）
- 変ゼミ
- 劇場版 魔法先生ネギま! ANIME FINAL

2012年
- プリティーリズム・ディアマイフューチャー（シリーズ構成）
- こいけん! 〜私たちアニメになっちゃった!〜（シリーズ構成）
- 謎の彼女X（シリーズ構成）
- 華ヤカ哉、我ガ一族 キネトグラフ（シリーズ構成）
- となりの怪物くん

2013年
- BLAZBLUE ALTER MEMORY（シリーズ構成）
- メガネブ!（シリーズ構成）

2014年
- ノラガミ（シリーズ構成）
- 召しませロードス島戦記 〜それっておいしいの?〜（シリーズ構成）※高橋ナツコと共同
- モンスター・ハイ こわイケガールズ

2015年
- ノラガミ ARAGOTO（シリーズ構成）
- ターニングメカード
- 銀魂゜
- えとたま（シリーズ構成）
- おまかせ!みらくるキャット団
- 赤髪の白雪姫（シリーズ構成）
- MILPOM★
- かみさまみならい ヒミツのここたま (全139回中26回37話執筆)
- とびだすプリパラ み〜んなでめざせ！アイドル☆グランプリ

2016年
- 赤髪の白雪姫（第2期、シリーズ構成）
- ふらいんぐうぃっち（シリーズ構成）
  - ふらいんぐうぃっち ぷち

- 12歳。〜ちっちゃなムネのトキメキ〜
  - 12歳。〜ちっちゃなムネのトキメキ〜 セカンドシーズン

- B-PROJECT〜鼓動*アンビシャス〜（シリーズ構成）※MAGES.と共同
- 初恋モンスター
- あまんちゅ!（シリーズ構成）
- 3ねんDぐみガラスの仮面（シリーズ構成）
- ざわざわ森のがんこちゃんシリーズ
  - がんがんがんこちゃん（シリーズ構成）
  - ざわざわ森のがんこちゃん エピソード0〜ざわざわ森とさばくのひみつ〜
  - がんこちゃんと失われたふるさと

2017年
- うらら迷路帖（シリーズ構成）
- フレームアームズ・ガール（シリーズ構成）
- 覆面系ノイズ（シリーズ構成）
- プリプリちぃちゃん!!
- スナックワールド
- 猫がくれたまぁるいしあわせ（シリーズ構成）
- ひとりじめマイヒーロー

2018年
- あまんちゅ!〜あどばんす〜
- ミイラの飼い方（シリーズ構成）
- 恋は雨上がりのように（シリーズ構成）
- 鹿楓堂よついろ日和（シリーズ構成）
- 3D彼女 リアルガール（シリーズ構成）
- レイトン ミステリー探偵社 〜カトリーのナゾトキファイル〜
- みならいここたま道
- 音楽少女（シリーズ構成）
- ゾイドワイルド
- メルクストーリア -無気力少年と瓶の中の少女-
- キラキラハッピー★ ひらけ!ここたま (全55回中8回12話執筆)

2019年
- 3D彼女 リアルガール（第2期、シリーズ構成）
- 同居人はひざ、時々、頭のうえ。（シリーズ構成）
- キャロル&チューズデイ
- イナズマイレブン オリオンの刻印
- パウ・パトロール
- フレームアームズ・ガール 〜きゃっきゃうふふなワンダーランド〜（シリーズ構成）
- 通常攻撃が全体攻撃で二回攻撃のお母さんは好きですか?（シリーズ構成）
- 超人高校生たちは異世界でも余裕で生き抜くようです!（シリーズ構成）
- アサシンズプライド（シリーズ構成）
- 超・少年探偵団NEO -Beginning- ※実写映画。芦塚慎太郎と共同脚本
- ポケットモンスター

2020年
- 推しが武道館いってくれたら死ぬ（シリーズ構成）
- 妖怪学園Y 〜Nとの遭遇〜
- シャドウバース（シリーズ構成）※磯崎輪太郎と共同
- りばあす

2021年
- たとえばラストダンジョン前の村の少年が序盤の街で暮らすような物語（シリーズ構成）
- ひげを剃る。そして女子高生を拾う。（シリーズ構成）
- 妖怪ウォッチ♪
- えとたま 〜猫客万来〜（シリーズ構成）
- ヴァニタスの手記（シリーズ構成）
- 探偵はもう、死んでいる。（シリーズ構成）
- 迷宮ブラックカンパニー（シリーズ構成）
- パウ・パトロール ザ・ムービー
- 古見さんは、コミュ症です。（シリーズ構成）

2022年
- 天才王子の赤字国家再生術（シリーズ構成）
- ヴァニタスの手記（第2クール、シリーズ構成）
- シャドウバースF（シリーズ構成）※磯崎輪太郎と共同
- 古見さんは、コミュ症です。（第2期、シリーズ構成）
- 社畜さんは幼女幽霊に癒されたい。（シリーズ構成）
- ヒロインたるもの!〜嫌われヒロインと内緒のお仕事〜
- 継母の連れ子が元カノだった（シリーズ構成）
- それでも歩は寄せてくる（シリーズ構成）
- 合コンに行ったら女がいなかった話 ※テレビドラマ版

2023年
- 異世界はスマートフォンとともに。2（シリーズ構成）
- 絆のアリル（シリーズ構成）
  - 絆のアリル セカンドシーズン（シリーズ構成）

- 神無き世界のカミサマ活動
- 悲劇の元凶となる最強外道ラスボス女王は民の為に尽くします。（シリーズ構成）
- シャドウバースF セブンシャドウズ編（シリーズ構成）※磯崎輪太郎と共同
- SYNDUALITY Noir
- ポケットモンスター
- ラグナクリムゾン（シリーズ構成）
- 豚のレバーは加熱しろ（シリーズ構成）
- ティアムーン帝国物語〜断頭台から始まる、姫の転生逆転ストーリー〜（シリーズ構成）
- キボウノチカラ〜オトナプリキュア'23〜
- パウ・パトロール ザ・マイティ・ムービー

2024年
- 佐々木とピーちゃん（シリーズ構成）
- 結婚指輪物語（シリーズ構成）
- 異世界でもふもふなでなでするためにがんばってます。（シリーズ構成）
- 外科医エリーゼ（シリーズ構成）
- Unnamed Memory（シリーズ構成）
- シャドウバースF アーク編（シリーズ構成）※磯崎輪太郎と共同
- わんだふるぷりきゅあ!
- VTuberなんだが配信切り忘れたら伝説になってた（シリーズ構成）
- 合コンに行ったら女がいなかった話（シリーズ構成）※テレビアニメ版
- 君は冥土様。（シリーズ構成）
- 妖怪学校の先生はじめました!（シリーズ構成）

2025年
- Unnamed Memory Act.2（シリーズ構成）
- 魔神創造伝ワタル
- 勘違いの工房主〜英雄パーティの元雑用係が、実は戦闘以外がSSSランクだったというよくある話〜（シリーズ構成）
- 鬼人幻燈抄（シリーズ構成）
- ウィッチウォッチ（シリーズ構成）
- うまゆる ぷりてぃ～ぐれい（シリーズ構成）
- 追放者食堂へようこそ!（シリーズ構成）
- 矢野くんの普通の日々（シリーズ構成）
- 最後にひとつだけお願いしてもよろしいでしょうか（シリーズ構成）

2026年
- 転生した大聖女は、聖女であることをひた隠す（シリーズ構成）
- 探偵はもう、死んでいる。Season2（シリーズ構成）

時期未定
- 姫騎士様のヒモ（シリーズ構成）